# 片岡村 (滋賀県)
片岡村（かたおかむら）は、滋賀県伊香郡にあった村。現在の長浜市の北西端、余呉川の上流域、国道365号の沿線にあたる。

## 地理
- 山岳：行市山、柳ヶ瀬山、新谷山、大黒山
- 河川：余呉川、文室川、勘定川

## 歴史
- 1889年（明治22年）4月1日 - 町村制の施行により、中河内村・椿坂村・柳ヶ瀬村・東野村・今市村・国安村・文室村・池原村・小谷村の区域をもって発足。
- 1954年（昭和29年）12月15日 - 余呉村・丹生村と合併して余呉村が発足。同日片岡村廃止。

## 交通

### 鉄道路線
- 日本国有鉄道
  - 北陸本線（後の柳ヶ瀬線）
    - 柳ヶ瀬駅 - 雁ヶ谷駅

### 道路
- 北国街道（現・国道365号）

現在は旧村域を北陸自動車道が通過するが、当時は未開通。